# 櫟陽
櫟陽（やくよう）は中国秦の都だった都市。
その都市遺跡は中国秦漢時代の重要な都市遺跡である。陝西省西安市閻良区に位置し、陝西関中威北灌漑地域にあり、四川河が旧市街の北部と中央部を流れ、城址付近の地盤は平坦で、河川や運河が縦横に交差している。

## 概要
紀元前383年、秦の献公は都を雍城から櫟陽に移した。 秦の献公と孝公は34年間、櫟陽を運営し、秦の社会変革を始め、河西の土地を押さえた。 紀元前349年、秦の孝公は都を咸陽に移した。 櫟陽は襄陽の玄関口となり、交通の要衝、軍事都市となった。 また、経済の中心地のひとつにもなった。 楚漢戦争で項羽は関中を3つに分割し、櫟陽は司馬欣を立てて塞王とし咸陽以東黄河にいたるまでを領土として櫟陽に都させた。
劉邦が関中を占領した後、櫟陽を都とした。 都を長安に移した後、劉邦の父である太上皇は亡くなるまで櫟陽に留まった 。後漢光武帝建武2年（紀元26年）、景丹を櫟陽侯に封じ、櫟陽を廃して万年県とし、櫟陽市を廃した。

## 考古学
1980年から1981年にかけての発掘調査によって、櫟陽 の旧市街地は東西の長さが2500メートル、南北の幅が1600メートルの長方形の都市遺跡であることが分かり、 南・西の二つの城壁と三つの扉遺跡を発見した。 南城壁は現在、長さ1640メートル、幅6メートル。 西の城壁は現在、長さ1420メートル、幅8〜16メートル。 3つの門址はそれぞれ長さ13メートル、13メートル、11メートル。 幅は5.5メートル、6.7メートル、7.3メートル。 東西6本、南北7本を含む13本の秦漢時代の道路が見つかった。また、15の秦漢建築遺跡、一般住居遺跡、手工芸工房遺跡が調査され多くの文物が出土した。